# معركة القرعاء
في سنة 1306 هـ الموافق 1889م بدأ الخلاف بين أمير حائل محمد بن رشيد وأمير القصيم حسن بن مهنا أبا الخيل. ايذانا ببداية التحالف بين أمير بريدة حسن بن مهنا وأمير عنيزة زامل بن سليم. وكانت بداية الشرارة كما ذكر عبد الله البسام ومحمد العبيد في تاريخهما حول زكاة بعض المناطق التابعة للقصيم والتي كانت زكاتها تدفع لأمير بريدة حسن بن مهنا أبا الخيل فأرسل ابن رشيد عماله ليأخذوا زكاتها فحصل بينهم وبين عمال أمير بريدة حسن بن مهنا نزاع حول ذلك فكانت سببا في بداية العداوة، وقد دفع حسن بن مهنا خروجه عن تحالفه مع الأمير محمد بن رشيد إلى ان يكتب الي عبد الرحمن بن فيصل يحرضه علي ابن سبهان الذي عينه ابن رشيد أميراً على الرياض ويحرضه على التخلص منه ويعده بمناصرته وقد دبر حيلة استطاع بها القبض ابن سبهان. وكما كان متوقعا لم يقف الأمير محمد بن رشيد موقف المتفرج ازاء القبض علي ابن سبهان فجهز جيشا، وتوجه به من حائل الي الرياض في مستهل عام 1308 هـ. واستطاع أن يتفادى أهل القصيم في مسيرته. وحينما وصل الي الرياض خرج وفد للتفاوض وكان رئيس الوفد محمد بن فيصل ومعه ابن أخيه عبد العزيز بن عبد الرحمن وعبد الله بن عبد اللطيف واتفقوا علي ان يطلق سراح ابن سبهان مقابل ان يطلق الأمير محمد ابن رشيد من كان عنده من آل سعود لمن كانوا قد وفدوا عليه عام 1307 هـ.

## التجهيزات للمعركة
صمم محمد بن عبد الله ابن رشيد على قتال أهل القصيم بعد أن رأْى خطورة اتحاد ابن مهنا مع ابن سليم واتفاقهم مع عبد الرحمن بن فيصل، وأخذ يستعد لذلك بكل ما يملك من قوة فأعلن النفير العام علي كل أتباعه من الحاضرة والبادية في منطقة جبل شمر كلها، بل بلغ من احساسه بالخطر ان أرسل - كما يقول موزول - أربعين رسولا علي أربعين ناقة مغطاة بأقمشة سوداء الي قبائل شمر الذين كانوا يحلون في ذلك الوقت علي الضفة اليمنى لنهر الفرات فيما بين كربلاء والبصرة، وكانت الأغطية السوداء تعبر لجميع رعايا ابن رشيد بأن ذكرهم وشرفهم سوف يغطيان بعار أسود، إذا لم يسرعوا علي الفور لمساعدة قائدهم. وهكذا أسرع جميع الرجال القادرين علي القتال الي حائل. وتعدى ذلك أيضا استنفار ابن رشيد الي جميع العربان في المنطقة وما حولها من الضفير وحرب والمنتفق وغيرهم. وبذلك تجمع لدي ابن رشيد قوة هائلة لا يستهان بها، وسار بهم لملاقاة ابن مهنا في القصيم.
أما جيش القصيم فيبدوا من المصادر أن حسن بن مهنا وزامل بن سليم لم يستعدوا استعدادا كاملا لملاقاة ابن رشيد والاشتباك معه في معركة فاصلة، صحيح انهم كانوا آخذين في الاعتبار إمكانية التصادم مع ابن رشيد في أي وقت وفي أي مكان، ولكن لم تكن نظرتهم للموقعة كنظرة ابن رشيد يدل علي ذلك أمران :
1- ان حسن بن مهنا أمير بريدة ومعه قواته من الحاضرة والبادية وزامل بن سليم أمير عنيزة حينما خرجا بقواتهما كان أول عمل قاموا به هو إخراج سرية ابن رشيد من الرس بقيادة ابن عساف بعد تأمينهم علي أنفسهم وأموالهم، وذلك بعد أن عزل ابن رشيد الأمير المعين من قبل حسن بن مهنا في الرس صالح الرشيد ووضع مكانه ابن عساف. ثم اتجهت قوات القصيم نحو الخبراء ثم الصعيبيه - شرق البكيرية - ثم نزلواغضي ومعني هذا انهم لم يرجعوا ليزيدوا استعدادهم أكثر أو يستقدموا مددا لهم.
2-أن جيش القصيم حينما هزم جيش ابن رشيد في غضي اشار زامل بن سليم بالاكتفاء بهذا النصر وعدم تتبع ابن رشيد حينما تظاهر بالانسحاب. ولكن رأي ابن مهنا بتتبع الجيش واللحاق بهم غلب في نهاية الأمر ومعني هذا أنهم لم يكونوا يريدون الدخول مع ابن رشيد في معركه مقبلة ولم يستعدوا لذلك.

## المواجهة بين جيش القصيم وجيش ابن رشيد
سار جيش القصيم ونزل غضي وتترس في كثبانها الرملية. وقد انضم الي جيش القصيم بعض بواديهم التابعة لهم وخصوصا مطير وعتيبة المعاديتين لابن رشيد. خرج محمد بن رشيد من حائل بجنوده من الحاضرة والبادية متجها الي القصيم فنزل قرية العيون - في الأسياح شمال بريدة - ثم رحل ابن رشيد بجنوده ونزل غضي شمال بريده وعسكر فيها وهي غرب القرعاء - معسكر أهل القصيم - وبذلك تقابل جيش ابن رشيد مع جيش ابن مهنا في مكان واحد، وليس هناك تحديد دقيق لعدد جيوش كل واحد من الجانبين. ويمكن القول ان هذا التجمع هو أكبر تجمع في معركة شهدتها المنطقة ويقول لوريمر(انه تجمع في ميدان المعركة عدد من الرجال لم يعرفه وسط الجزيرة في تاريخها كله) وقدرت بعض المراجع الغربية في تقدير عدد المقاتلين الذين اشتركوا في الموقعة من الجانبين معا. فيقدرها هوجارث (Hogarth) بخمسين الف مقاتل، بل قدرها آخرون كدائرة المعارف البريطانية في كتاب (Margoliouth, Wahabi) بستين الف مقاتل. ومع ان أهل القصيم كانوا يقاتلون في منطقتهم وفي أماكن قريبة نسبيا من مراكز تموينهم إلا أن بعض المصادر تشير الي صعوبات قابلت جيوش القصيم في إمداد قواتهم المتمركزة في غضي، وتشكل بريدة أقرب ممون لها لكن يبدو أن ابن رشيد قد فرض ما يشبه الحصار الاقتصادي علي الجيش وذلك بقطع طرق تموين جيش القصيم من بريدة في الجنوب، هذا بالإضافة الي أن تمركز جيش ابن مهنا وابن سليم في القرعاء قرابة شهر كامل ومن معهم من الحاضرة والبادية قد استنفد أموالا طائلة من مواردهم المالية التي يعتمدون عليها.
أما ابن رشيد فيظهر أنه أحسن حالا رغم طول المسافة بين معسكره ومركز تموينه في حائل يقول محمد العبيد في تاريخه (نزل ابن رشيد قبالة أهل القصيم، وكانت القوافل تأتيه كل يوم من حائل ومن العراق بجميع ما يحتاج إليه من الطعام علي أشكاله وأصنافه، وبا الأسلحة والذخيرة، وأهل القصيم شبه محصورين في غضي، حتي نفذ ما معهم من طعام). ويبدو أن هذا الوضع السيئ الذي كان عليه جيش القصيم، إضافة الي خوف ابن رشيد من أن طول الانتظار ربما يكون في صالحهم إذا ما وصل عبد الرحمن بن فيصل خصوصا وان حسن بن مهنا كان يرسل الرسل تباعا لعبد الرحمن بن فيصل يستحثه سرعة القدوم بالإمدادت لهم. كل ذلك دفع ابن رشيد الي ان يبدأ مناوشاته الحربية مع أهل القصيم وذلك في الثالث من شهر جمادي الثانية عام 1308 هجري (فبراير 1891) فثار القتال بين الجانبين، ولم يستطع ابن رشيد اشراك خيوله في المعركة لأن المكان غير مناسب لها فا الأرض رملية تغوص فيها حوافر الخيل. إضافة الي ان جيش القصيم كان مستعد له في هذا الموقع منذ مدة ومتترس وراء رمال غضي ويبدو أن جيش حسن بن مهنا استعمل في هذا القتال سلاح البنادق أكثر من غيره مما مكنهم من قتل عدد من جنود ابن رشيد قدرتها بعض المصادر بخمسة وثمانين رجلا بينما لم يقتل من جيش ابن مهنا سوى خمسة عشر رجلا فقط. بل أن حامل علم (بيرق) ابن رشيد واسمه (مبارك الفريخ) قتل في هذا القتال وكاد العلم أن يسقط علي الأرض لولا أن ابنه (عبد الله الفريخ) شق طريقه بين المقاتلين فاستولى على العلم وأنقذه، وأستمر القتال حتي جن الليل علي ميدان المعركة فتوقف وبهذا انتهت هذه المعركة (معركة القرعاء) بانتصار جيش القصيم.